# Catonephele acontius
Catonephele acontius är en fjärilsart som beskrevs av Carl von Linné 1771. Catonephele acontius ingår i släktet Catonephele och familjen praktfjärilar. Inga underarter finns listade i Catalogue of Life.

## Bildgalleri

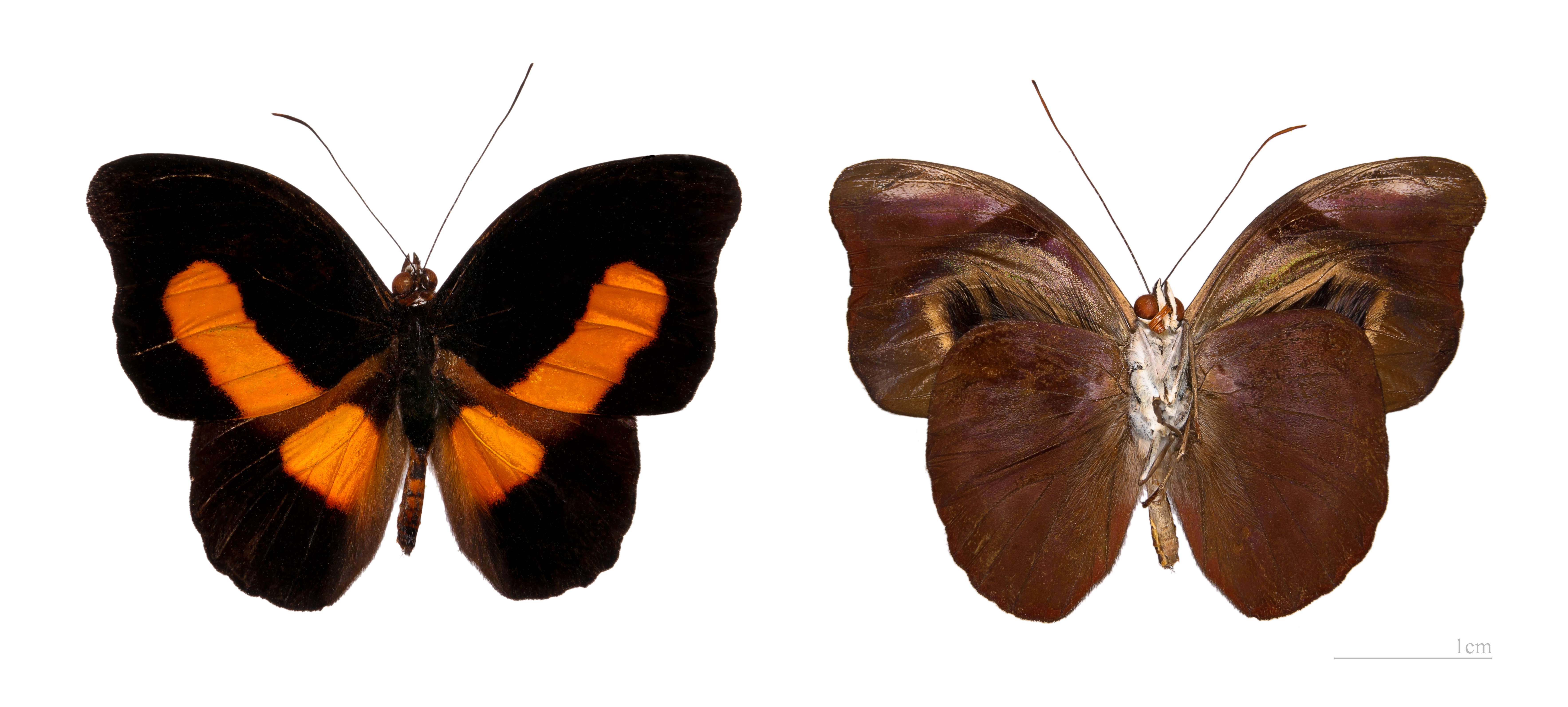